# 山本翼
山本 翼（やまもと つばさ、1983年2月10日 - ）は、日本の元ラグビー選手。

## プロフィール
- 兵庫県神戸市出身。
- ポジションはプロップ(PR)。
- ニックネームは「つばさ」、「もっさん」。

## 来歴
小学校から野球を始め、中学校では野球部に所属していた。
兵庫県立芦屋高等学校の入学式の日に、ラグビー部からの勧誘を受け、ラグビー部に入部、3年時に兵庫県選抜に選ばれる。在学中、慶応義塾大学ラグビー部の上田昭夫監督からの誘いを受け、慶応義塾大学を志すも不合格となる。
1年間の浪人生活を経て、同志社大学に一般入試にて合格しラグビー部に入部。2年時よりレギュラーとして活躍した。在学中は関西大学リーグでは無敗、全国大学選手権大会3年連続ベスト4。
大学卒業後は金融業界への就職が決まっていたが、神戸製鋼コベルコスティーラーズからの誘いがあったことでラグビーへの思いが再燃し、 神戸製鋼所へ入社。1年目のシーズンは全試合メンバー入りし、関西代表に選ばれた。2010～11年のシーズンを最後に現役引退。
その後、2012～14年は同社社員として勤務する傍ら、甲南大学ラグビー部ヘッドコーチを務めた。